# بخش رودپی شمالی
بخش رودپی شمالی یکی از بخش‌های شهرستان ساری در استان مازندران ایران است.

## جمعیت
براساس سرشماری مرکز آمار ایران در سال ۱۳۹۵، جمعیت بخش رودپی شمالی ۱۵٬۴۹۶ نفر (در ۴٬۴۳۲ خانوار) بوده‌است.

## تقسیمات کشوری
بخش رودپی شمالی از دو دهستان تشکیل شده‌است:
- دهستان فرح‌آباد شمالی
- دهستان فرح‌آباد جنوبی